# دهستان بناب (مرند)
دهستان بناب یکی از دهستان‌های استان آذربایجان شرقی است که در بخش مرکزی شهرستان مرند واقع شده‌است و این دهستان در شرق شهر مرند قرار دارد.
مرکز این دهستان روستای بناب بود که در سال 83 به شهر بناب جدید تبدیل گشت. این دهستان یکی از هفت دهستان شهرستان مرند می‌باشد.